# 理論経済学
理論経済学（りろんけいざいがく、Theoretical Economics）は、経済学に関する理論的論文の学術雑誌。2006年に創刊した。発行は、2009年7月1日までは経済理論学会（Society for Economic Theory）、それ以降は計量経済学会（Econometric Society）がしている。